# Lukas Rifesser
Lukas Rifesser (Brunico, 17 luglio 1986) è un mezzofondista italiano, specializzato negli 800 metri piani.

## Biografia
Ha debuttato a livello internazionale ai Mondiali allievi di Sherbrooke del 2003, venendo eliminato subito in batteria. La stessa sorte ai Mondiali indoor di Valencia 2008 e agli Europei indoor di Torino 2009, dove viene sempre eliminato in semifinale.
Sempre nel 2009 si qualifica sesto alla Coppa Europa di atletica leggera e durante il meeting di Pergine Valsugana del 25 luglio corre in 1'45"88, tempo che vale la qualificazione per i Mondiali di Berlino, nella cui batteria si classifica quarto.

## Palmarès
| Anno | Manifestazione  | Sede       | Evento      | Risultato  | Prestazione | Note |
| ---- | --------------- | ---------- | ----------- | ---------- | ----------- | ---- |
| 2008 | Mondiali indoor | Valencia   | 800 m piani | Semifinale | 1'51"20     |      |
| 2009 | Europei indoor  | Torino     | 800 m piani | Semifinale | 1'49"80     |      |
| 2009 | Mondiali        | Berlino    | 800 m piani | Batteria   | 1'47"07     |      |
| 2010 | Europei         | Barcellona | 800 m piani | Semifinale | 1'49"75     |      |

## Campionati nazionali
2004
- 4º ai campionati italiani juniores, 800 m - 1'51"36
- Oro ai campionati italiani juniores indoor, 1000 m - 2'28"36

2005
- 4º ai campionati italiani assoluti, 1500 m - 3'46"71
- 4º ai campionati italiani assoluti indoor, 1500 m - 3'52"37
- 4º ai campionati italiani assoluti indoor, 800 m - 1'54"49"
- Argento ai campionati italiani juniores indoor, 1000 m - 2'28"72

2006
- 8º ai campionati italiani assoluti, 800 m - 1'52"33
- Oro ai campionati italiani promesse, 800 m - 1'51"28
- Oro ai campionati italiani promesse indoor, 800 m - 1'51"44

2007
- 5º ai campionati italiani assoluti, 800 m - 1'51"91
- Oro ai campionati italiani promesse, 800 m - 1'50"96
- Argento ai campionati italiani promesse indoor, 800 m - 1'52"07

2008
- Oro ai campionati italiani assoluti, 1500 m - 3'45"65
- Argento ai campionati italiani assoluti indoor, 800 m - 1'49"33

2009
- Oro ai campionati italiani assoluti indoor, 800 m - 1'52"51

2010
- Oro ai campionati italiani assoluti, 800 m - 1'50"61
- Argento ai campionati italiani assoluti indoor, 800 m - 1'49"96

2011
- Argento ai campionati italiani assoluti, 1500 m - 3'48"05
- Argento ai campionati italiani assoluti indoor, 800 m - 1'52"48

2013
- Argento ai campionati italiani assoluti, 800 m - 1'51"45
- 4º ai campionati italiani assoluti indoor, 800 m - 1'51"26

2014
- Argento ai campionati italiani assoluti, 800 m - 1'50"46

2015
- Argento ai campionati italiani assoluti, 800 m - 1'48"20
- 4º ai campionati italiani assoluti indoor, 800 m - 1'51"84

2016
- Bronzo ai campionati italiani assoluti, 800 m - 1'54"23